# ФК Уорънпойнт Таун
Уорънпойнт Таун (на английски: Warrenpoint Town Football Club) е северноирландски футболен отбор от град Уорънпойнт, в района на Нюъри и Мурн. Основан през 1987 година. Домакинските си мачове играе на стадион Милтаун с капацитет 1 450 места.
Участник в ИФА Премиършип, висшата лига на Северна Ирландия.

## Постижения
Национални
- ИФА Премиършип
  - 10-о място (2): 2017/18, 2019/20
- НФЛ Чемпиъншип 1 (2 ниво)
  -  Шампион (1): 2016/17
- НФЛ Чемпиъншип 2 (3 ниво)
  -  Шампион (1): 2010/11

Регионални
- Футболна лига на Среден-Ълстър
  -  Шампион (3): 2000/01, 2007/08, 2009/10
- Купа на Среден-Ълстър
  -  Носител (1): 2016/17